# Мъжка песен
„Мъжка песен“ е български телевизионен филм (драма) от 1979 година на режисьора Орфей Цоков по сценарий на Георги Данаилов. Оператор е Георги Карайорданов, а художник – Любомир Попов. Композитор – Ангел Михайлов.

## Сюжет
Портрет на една бригада от работници по тунелите, които в момент на природно бедствие просто слизат в тунела, за да изпълнят своя дълг, свързан с огромен риск. Когато един от тях умира, те не плачат, а пеят и пият, като че ли той отново е при тях. И той наистина е между тях, защото там е неговата мъжка песен и неговият син. Иначе казано това е филм за хората, които просто и естествено създават блага и също така просто и естествено могат да умрат за тях като истински мъже.

## Актьорски състав
| Роля                                        | Изпълнител        |
| ------------------------------------------- | ----------------- |
| бай Милан, началник на бригадата на язовира | Никола Дадов      |
| Стоян                                       | Васил Банов       |
| Дора, лаборантка                            | Мадлен Чолакова   |
| Стефан, главния инженер на обекта           | Кольо Дончев      |
| бригадирът Мишо                             | Илия Георгиев     |
| бригадир                                    | Георги Стефанов   |
| бригадир                                    | Георги Стоянов    |
| бригадир                                    | Христо Памуков    |
| пъдарят                                     | Иван Гайдарджиев  |
|                                             | Милка Попантонова |
| бригадир                                    | Васил Иванов      |
| бригадир                                    | Илия Георгиев     |
| бригадир                                    | Владислав Иванов  |
| бригадир                                    | Косьо Станев      |